# Louis Vallin
Pour les articles homonymes, voir Vallin.
Louis, baron puis vicomte Vallin, né le 16 août 1770 à Dormans, mort le 25 décembre 1854 à Paris, est un général français de la Révolution et de l’Empire.

## Biographie

### Début de carrière
Il fait ses études au collège Louis-le-Grand, et il vient de finir son cours de droit lorsqu'il est appelé sous les drapeaux par la première réquisition. D'abord simple soldat sous le général Luckner, il s'élève de grade en grade jusqu'à celui de chef de bataillon ; mais le 8e bataillon de volontaires de la Marne ayant dû compléter comme les autres les anciens cadres, il redescend, ainsi que les autres officiers, au rang de simple soldat. Attaché ensuite, comme adjoint aux adjudants généraux, à l'état-major du général Hardy, il fait la campagne de Fleurus en 1794 et assiste au siège de Maastricht. Remarqué par le général Marceau, il passe de nouveau par tous les grades jusqu'à celui de chef de bataillon qu'il mérita sur le champ de bataille.

### Officier de Napoléon
Le 1er mars 1807 il est nommé colonel du 6e régiment de hussards, où il a d'abord été simple sous-lieutenant. C'est en cette qualité qu'il fait dignement deux grandes et glorieuses campagnes : celle de Wagram en 1809 et celle de Russie en 1812. Promu général de brigade le 5 décembre 1812, après Smorgoni en Biélorussie, il commande l'avant-garde du vice-roi d'Italie. il est ensuite nommé commandant en second du 2e régiment des gardes d'honneur, créé en 1813. Commandant d'une brigade de cavalerie des régiments du roi,après la Restauration, il est appelé, au retour de l'île d'Elbe, à commander l'avant-garde des troupes postées sur la Sarre. Après Waterloo il dirige l'arrière-garde de la droite de l'armée jusque sous les murs de Paris et est nommé lieutenant général par le gouvernement provisoire (Commission Napoléon II). Le 1erjuillet 1815 les Prussiens s'étant aventurés à passer la rive droite de la Seine, Vallin, posté dans la plaine de Montrouge, porte les derniers coups à l'ennemi.

### Au service du roi
Il suit l'armée sur la Loire après la seconde Restauration ; puis il est employé aux inspections et aux remontes de la cavalerie. En 1822 il commande l'avant-garde de l'armée formée sur les frontières d'Espagne (corps d'observation des Pyrénées, futur armée des Pyrénées). En 1823 il ouvre la campagne sur la Bidassoa. Le 19 avril de la même année il bat à une faible distance de Talavera le général Jara. Cette campagne lui vaut le titre de grand officier de la Légion d'honneur. Il est ensuite employé dans les inspections de cavalerie et au camp de Lunéville en 1828. Mis en disponibilité en 1830, il est mort dans la retraite le 25 décembre 1854.

## État de service

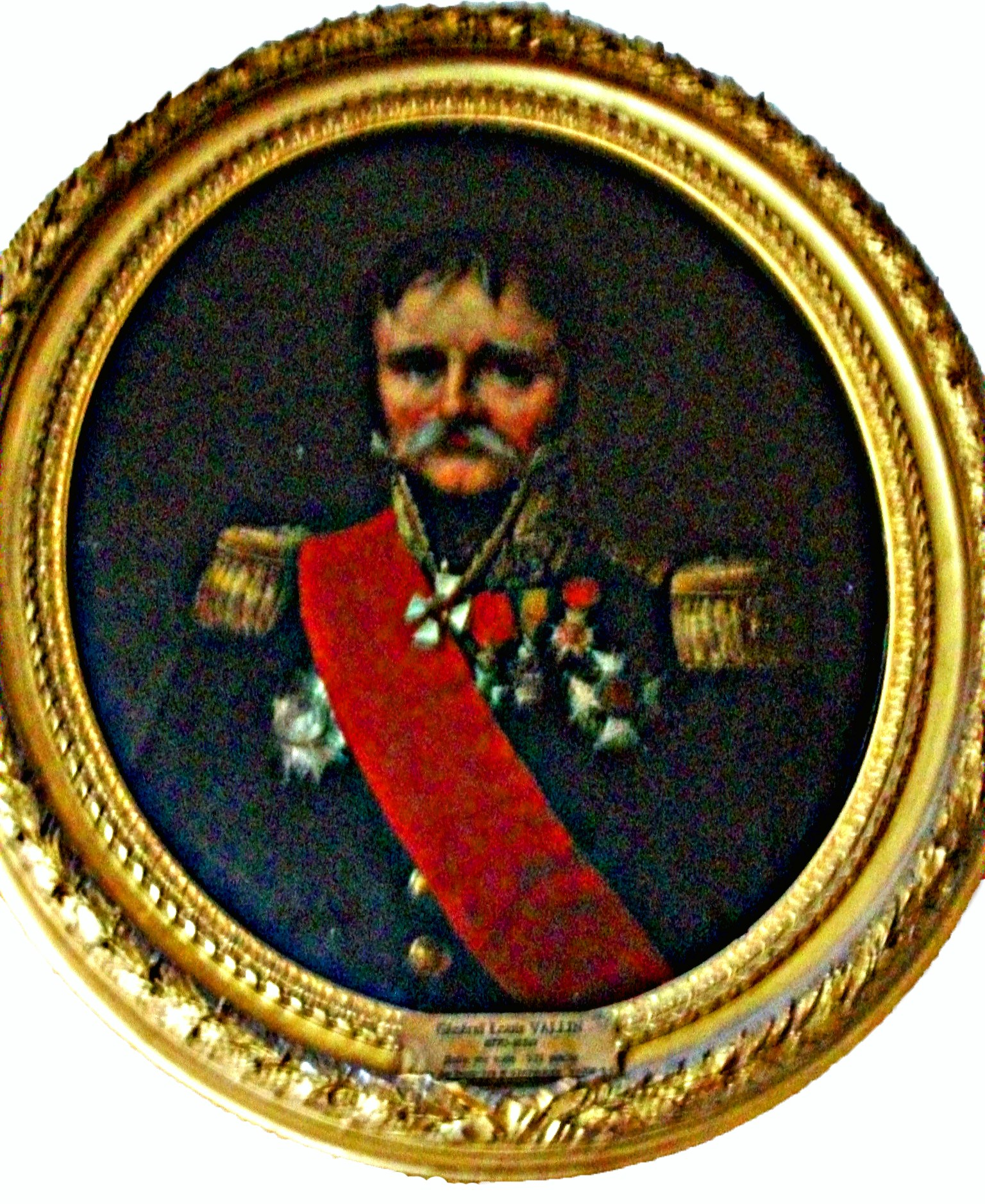
Son portait à la mairie de Châlons en Champagne.

- 15 août 1792 : Grenadier dans la Garde nationale de Dormans ;
- 20 septembre 1793 : Capitaine ;
- 17 avril 1794 : Sous-lieutenant ;
- 26 avril 1798 : Chef d'escadron ;
- 29 octobre 1803 : Major ;
- 1er mars 1807 : Colonel ;
- 1809 - janvier 1814 : Affecté à la Grande Armée ;
- 5 décembre 1812 : Général de brigade ;
- janvier 1814 - 1er juillet 1814 : Affecté au dépôt de Versailles ;
- 1er juillet 1814 - 24 juillet 1814 : Commandant de la brigade de cuirassiers et dragons de la Garde du Roi ;
- 24 juillet 1814 - 16 mars 1815 : Commandant de la 1re brigade de la division de cavalerie Pajol ;
- 31 mars 1815 - 18 juin 1815 : Commandant de la 1re brigade de la 7e division de cavalerie du 4e corps d'observation de l'armée de Belgique ;
- 18 juin 1815 - juillet 1815 : Commandant de la 7e division de cavalerie du 4e corps d'observation de l'armée de Belgique ;
- 3 juillet 1815 : Lieutenant général ;
- juillet 1815 - 1er août 1815 : Commandant de la 6e division de cavalerie de l'armée de la Loire ;
- 1er août 1815 : Redevient maréchal de camp ;
- 25 juillet 1816 - 31 décembre 1817 : Inspecteur général de cavalerie ;
- 1er mars 1819 - 1er janvier 1820 : Commandant du dépôt des remontes de Lyon ;
- 1er janvier 1820 - 1er mars 1820 : Mis en disponibilité ;
- 1er mars 1820 - 1er juin 1821 : Commandant du dépôt de remontes de Saint-Avold ;
- 1er juin 1821 - 1er septembre 1821 : Mis en disponibilité ;
- 1er septembre 1821 - 19 juin 1822 : Commandant du dépôt de remontes de Saint-Avold ;
- 19 juin 1822 - 9 octobre 1822 : Inspecteur général de cavalerie ;
- 9 octobre 1822 - 19 avril 1823 : Commandant de la 1re brigade de la 1re division du corps d'observation des Pyrénées puis (12 février 1823) du 1er corps de l'armée des Pyrénées ;
- 19 avril 1823 : Lieutenant général puis général de division ;
- 8 janvier 1824 - 29 juin 1825 : Mis en disponibilité ;
- 29 juin 1825 - 31 décembre 1825 : Inspecteur général de cavalerie et membre du Comité de cavalerie ;
- 1er janvier 1826 - 27 mai 1827 : Mis en disponibilité ;
- 27 mai 1827 - 31 décembre 1827 : Inspecteur général de cavalerie dans les 6e et 18e divisions militaires ;
- 3 janvier 1828 - 15 octobre 1828 : Commandant de la 1re division du camp de cavalerie de Lunéville ;
- 15 octobre 1828 - 3 août 1834 : Mis en disponibilité ;
- 3 août 1834 - 31 décembre 1834 : Inspecteur général du 9e arrondissement de gendarmerie ;
- 19 décembre 1834 - 15 avril 1835 : Membre du Comité de gendarmerie ;
- 15 avril 1835 - 16 août 1835 : Mis en disponibilité ;
- 16 août 1835 : Admis dans le cadre de vétérance ;
- 15 août 1839 : Placé dans la section de réserve ;
- 8 juin 1848 : Admis en retraite ;
- 1er janvier 1853 : Replacé dans la section de réserve.

## Titres
- Baron Vallin et de l'Empire (titre accordé par décret du 15 août 1809 et lettres patentes du 3 mai 1810, signées à Anvers) ;
- Vicomte Vallin (lettres patentes du 17 août 1822).

## Distinctions
| Légion d'honneur (grand officier) | Ordre royal et militaire de Saint-Louis (commandeur) | Ordre autrichien de la Couronne de fer (chevalier) |
| Ordre de St-Georges III classe    |                                                      |                                                    |

- Légion d'honneur :
  - Légionnaire (25 mars 1804, puis,
  - Officier de la Légion d'honneur (30 mai 1809), puis,
  - Commandant de la Légion d'honneur (13 septembre 1813), puis,
  - Grand officier de la Légion d'honneur (1er juin 1823) ;
- Ordre royal et militaire de Saint-Louis :
  - chevalier de Saint-Louis (1814), puis,
  - Commandeur de Saint-Louis (3 novembre 1827) ;
- Chevalier de l'ordre autrichien de la Couronne de Fer.
- Ordre impérial et militaire de Saint-Georges de troisième classe en 1923.

## Honneurs
- Il fait partie des 660 personnalités à avoir son nom gravé sous l'arc de triomphe de l'Étoile. Il apparaît sur la 12e colonne (l’Arc indique VALLIN).

## Armoiries
| Figure | Blasonnement |
|        | Armes du baron Vallin de l'Empire Écartelé au premier d'or au bonnet de hussard de sable, cordonné d'or pannaché d'argent, au deuxième des barons tirés de l'armée, au troisième de gueules à deux sabres d'argent en sautoir les pointes basses ; au quatrième d'or au cheval cabré de sable. - Livrées : rouge, jaune, noir, blanc. |
|        | Armes du vicomte Vallin Écartelé : au 1, d'or, à un chaco d'infanterie de sable, posé de face, orné et bordé d'or, sommé d'une aigrette d'argent; aux 2 et 3, de gueules, à deux sabres d'argent, garnis d'or, passés en sautoir, les pointes en bas; au 4, d'or, à un cheval cabré de sable.                                         |

## Ascendance et postérité
Fils de Joseph Edmond Vallin (né en 1743 à Dormans), maître de postes et de Marie Anne Labouret, Louis Vallin avait épousé, le 12 juillet 1810 à Paris, Saubade Garat (1769-1821), fille aînée du baron Martin Garat (1748-1830), directeur général de la Banque de France. De cette union, il eut deux filles :
1. Léonie Louise ( † 1853), mariée avec Jules André Borelli de Serres (1804-1873), maire de Mende, dont postérité ;
2. Marie Louise (née en 1819), mariée avec Louis François Camille Basset de Châteaubourg (1812 † 26 novembre 1857), auditeur au conseil d'État, Maître de cérémonie de Sa Majesté l'Empereur Napoléon III, introducteur des ambassadeurs, Conseiller général de l'Yonne, Maire de Villeneuve-sur-Yonne, dont postérité.